# Sự cất lên
Sự cất lên (tiếng Hy Lạp: ἁρπάζω; tiếng Anh: Rapture) là một niềm tin về ngày tận thế được một số Cơ Đốc nhân vâng giữ, đặc biệt là những người theo hệ phái truyền giáo Tin lành Mỹ với niềm sùng tín về một sự kiện thời kỳ cuối cùng (thời kỳ sau rốt) khi tất cả những tín đồ Cơ đốc đã chết sẽ được sống lại và cùng với những Cơ đốc nhân đang còn sống sẽ cùng nhau "bay lên trên mây, để gặp Chúa trên trời" (cất lên trên trời ở với Chúa). Quan điểm về thuyết cáo chung (Eschatology) này được gọi là thuyết tiền thiên niên kỷ phân kỳ, một dạng thuyết vị lai (Futurism) coi nhiều lời tiên tri trong Kinh thánh vẫn chưa được ứng nghiệm và sẽ xảy ra trong tương lai. Ý tưởng về sự cất lên như hiện nay được định nghĩa không có trong Cơ đốc giáo lịch sử và là một học thuyết tương đối mới có nguồn gốc từ những năm 1830. Thuật ngữ này thường được sử dụng trong số các nhà thần học chính thống ở Hoa Kỳ. Sự cất lên cũng đã được sử dụng cho sự kết hợp đầy yếu tố huyền bí với Chúa cũng như chỉ về cuộc sống vĩnh hằng trên Thiên đường. Các nhà tâm lý học trẻ em đã chỉ trích thuyết thần học này vì khiến trẻ em sợ hãi khi khiến chúng tin rằng Ngày Tận Thế đã xảy ra và chúng bị bỏ lại khi cha mẹ chúng không còn ở đó nữa. Thuyết về ngày sau rốt cũng bị nghi ngờ là tiên tri giả vì có nhiều lời tiên tri trong lịch sử đã không thành hiện thực.

## Đại cương
Có nhiều quan điểm khác nhau về thời điểm chính xác của sự cất lên và liệu sự trở lại của Đấng Christ sẽ xảy ra trong một hay hai sự kiện. Thuyết tiền hoạn nạn phân biệt sự cất lên với lần tái lâm thứ hai (sự quang lâm) của Chúa Jesus được đề cập trong Phúc âm Matthew, "Thư thứ hai gửi cho người Thê-sa-lô-ni-ca" và Sách Khải huyền. Quan điểm này cho rằng sự cất lên sẽ diễn ra trước thời Đại nạn kéo dài bảy năm, đỉnh điểm là sự tái lâm thứ hai của Đấng Christ và tiếp theo là thời kỳ Vương quốc Đấng Mê-si kéo dài một ngàn năm. Thuyết này xuất phát từ bản dịch Kinh thánh mà John Nelson Darby đã phân tích vào năm 1833. Thuyết tiền hoạn nạn là quan điểm được chấp nhận rộng rãi nhất trong số những người theo đạo Thiên chúa tin vào sự cất lên ngày nay, mặc dù quan điểm này đang bị tranh cãi trong cộng đồng Tin lành. Quan điểm về sự xuất hiện trước hoạn nạn thường được tìm thấy ở chủ nghĩa chính thống Cơ đốc giáo (Những người theo thuyết Baptist chính thống) ở Mỹ, Giáo hội Kinh thánh, Giáo hội Brethren, một số giáo phái Giáo hội Giám lý, phong trào Ngũ Tuần. Tin lành phi giáo phái, và nhiều nhóm Tin lành khác, Giáo hội Công giáo, Chính Thống Giáo Đông Phương, Giáo hội Luther, công đồng Anh giáo và những người theo thuyết thần học Calvin các giáo phái không có truyền thống về sự trở lại tạm thời của Chúa Kitô, chẵng hạn như Giáo hội Chính thống giáo Đông phương ủng hộ cách giải thích về Kinh thánh tiên tri và do đó bác bỏ sự trở lại sơ bộ, trước thiên niên kỷ. Hầu hết những người theo phái Giám Lý không tuân theo quan điểm của thuyết phân kỳ về sự cất lên. Sau này, ông Harold Camping người lãnh đạo của Family Radio (Chương trình Phát thanh Gia đình) tuyên bố rằng ngày tận thế và Ngày phán xét sẽ diễn ra vào ngày 21 tháng 5 năm 2011. Trong cuộc phỏng vấn trên đài phát thanh năm 2010, ông Camping tuyên bố ngày 21 tháng 5 năm 2011 là ngày phán xét. Ông dự ngôn rằng sự tận thế sẽ diễn ra lúc 6 giờ chiều theo giờ địa phương. Sau khi dự đoán đó không thành hiện thực, ông Camping tuyên bố rằng sẽ xảy ra sự cất lên (Rapture) vào ngày 21 tháng 10 năm 2011, ông cho rằng theo tính toán của ông thì sự chung cuộc (ngày sau rốt) thật sự sẽ xảy ra trong năm 2011.